# Belem Guerrero
Belem Guerrero Méndez, född den 8 mars 1974 i Mexico City, är en mexikansk tävlingscyklist som tog silver i poängloppet vid olympiska sommarspelen 2004 i Aten.